# ムハンマド常勝軍

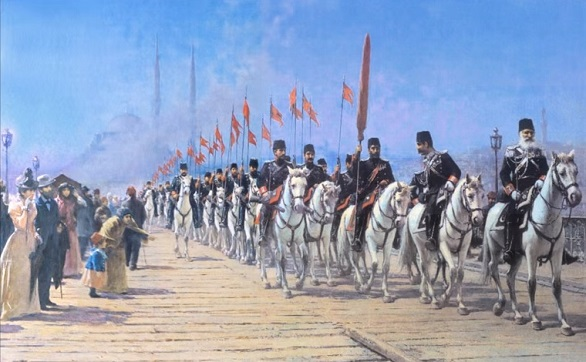
ムハンマド常勝軍の行軍

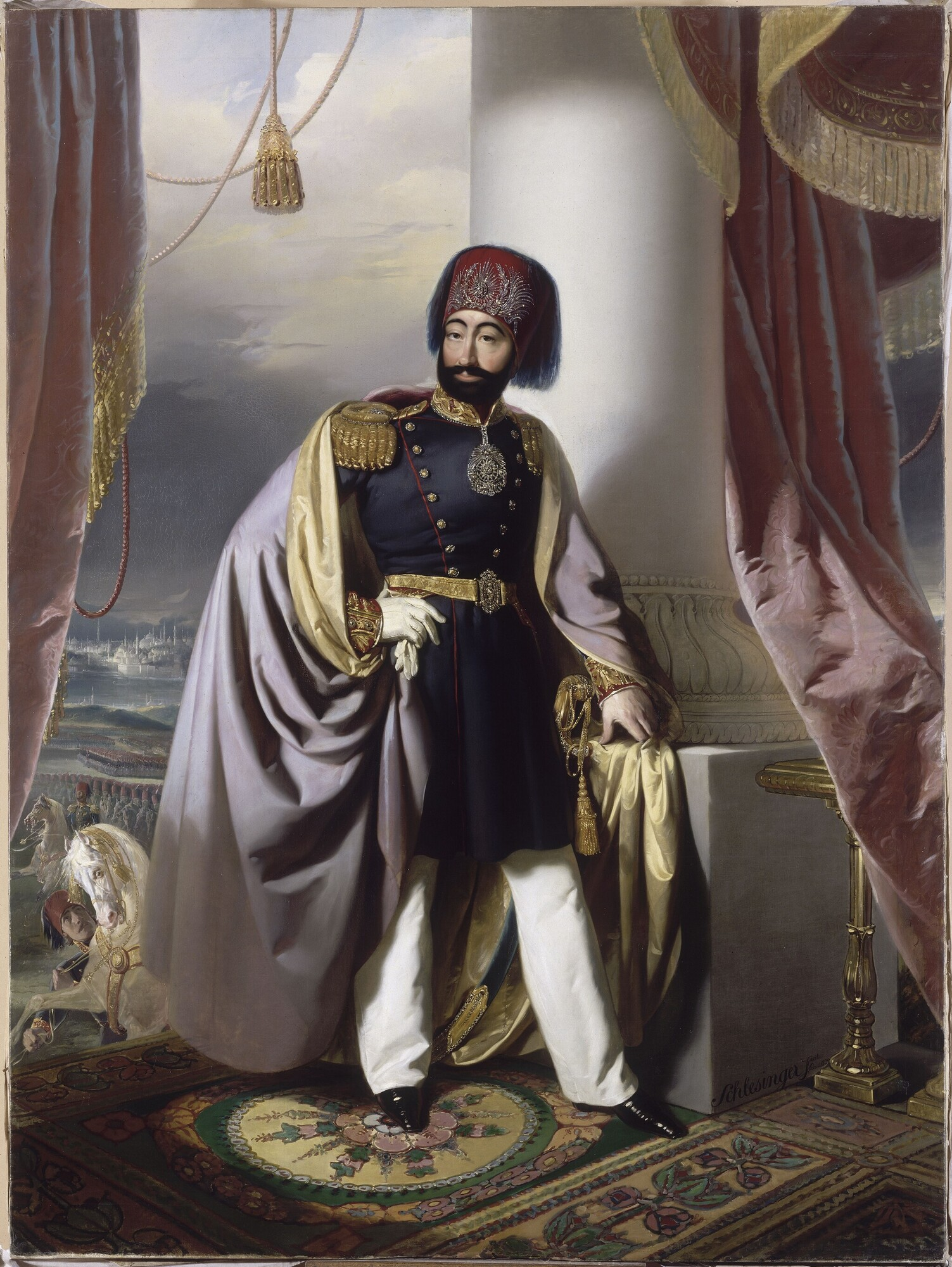
マフムト2世

ムハンマド常勝軍 （ムハンマドじょうしょうぐん、オスマン・トルコ語：عساكر منصورهٔ محمديه、Asâkir-i Mansûre-i Muhammediye、カナ転写：アサーキリ・マンスーレイ・ムハンメディイェ、英訳：The Victorious Soldiers of Muhammad）は、1826年にオスマン帝国において、イェニチェリに代わる形でプロイセン軍事顧問のもとに設立された西洋式・近代的新設軍である。

## 歴史
1826年6月16日、前日の「幸運な事件」により反乱鎮圧の名目でイェニチェリを撃滅したオスマン帝国の皇帝マフムト2世は正式にその廃止を宣言し、イェニチェリはその歴史を終え、かねてより宣言されていた新軍が設立されるところとなった。この新軍に与えられた名が「ムハンマド常勝軍」である。
また、ムハンマド常勝軍の総司令官としてセラスケルの職が新設され、オスマン帝国において初めて陸軍が一元的な指揮系統に統合された。
ムハンマド常勝軍の最大規模はじつに35万人に及び、クリミア戦争、露土戦争、希土戦争に従軍した。
1918年にオスマン帝国が第1次世界大戦で敗北したのち、連合国軍とムドロス休戦協定が結ばれ、オスマン帝国軍の解散が約されると、ムハンマド常勝軍も事実上解散させられるところとなった。
とはいえ、1920年に連合国軍とセーヴル条約が締結されるまで、ムハンマド常勝軍の活動は確認されている。